# Чистерна-д’Асти
Чистерна-д’Асти (итал. Cisterna d'Asti) — коммуна в Италии, располагается в регионе Пьемонт, в провинции Асти.
Население составляет 1270 человек (2008), плотность населения составляет 119 чел./км². Занимает площадь 11 км². Почтовый индекс — 14010. Телефонный код — 0141.
Покровительницей коммуны почитается Пресвятая Богородица (Дева Мария Розария), празднование 4 октября.

## Демография
Динамика населения:

## Администрация коммуны
- Официальный сайт: http://www.collinealfieri.it/comuni/Cisterna.html